# Akai
Akai (Chinees: 雅佳; pinyin: Yǎjiā, rōmaji: AKAI) is een Japanse fabrikant van audio- en video-apparatuur die sinds 1999 eigendom is van het Chinese Grande Holdings.

## Geschiedenis

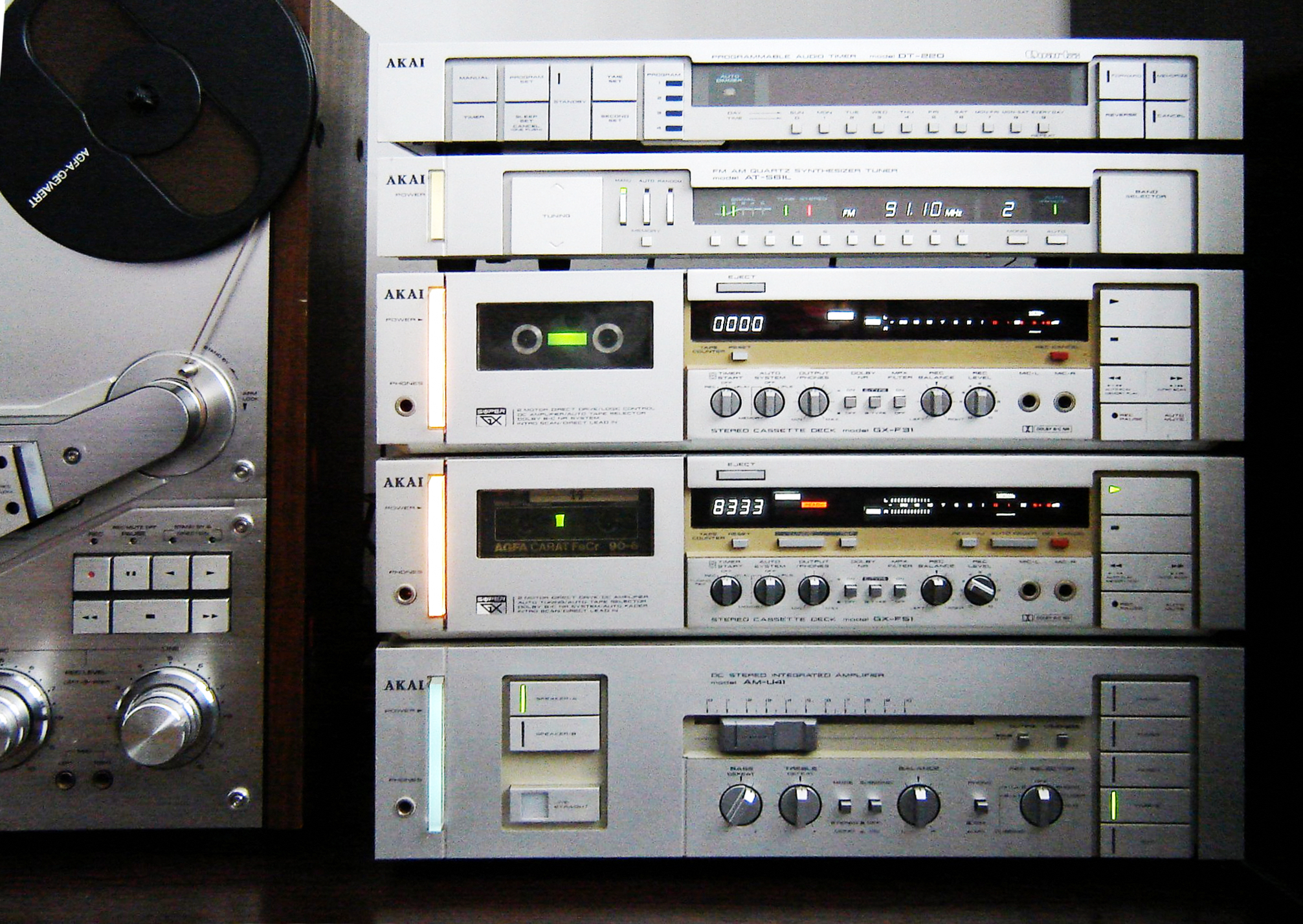
Toren van AKAI-apparatuur

Akai werd in 1929 opgericht als Akai Electric Company Ltd. (赤井電機株式会社, Akai Denki Kabushiki-gaisha). In de wereld van audio- en video-apparatuur is AKAI al decennialang een bekende naam, gericht op kwaliteit en innovatie. De naam AKAI betekent “rood” in het Japans. Het bedrijf fabriceerde bandrecorders, tuners, cassettedecks, versterkers, videorecorders en luidsprekers. De zeezender Radio Veronica gebruikte aan boord van het zendschip Akai-bandrecorders om de programmabanden die in de landstudio in Hilversum waren opgenomen af te spelen.
Het hoofdkantoor is gevestigd in Singapore en Akai maakt sinds 1999 deel uit van Grande Holdings, een in Hongkong gevestigd Chinees conglomeraat, dat ook eigenaar is van de voormalige Japanse merken Nakamichi en Sansui.
Het merk Akai wordt tegenwoordig gebruikt als merknaam voor consumentenelektronica gefabriceerd door andere bedrijven, zoals led-tv's, wasmachines en air conditioners.

## Historische producten

### Introductie van het on-screen display
Akai was een leidinggevende fabrikant van consumenten-videorecorders in de jaren 80. De Akai VS-2 was de eerste videorecorder met een on-screen display, oorspronkelijk genaamd "Interactive Monitor System". Door de informatie rechtstreeks op het beeldscherm te projecteren, hoefde de consument niet meer alle informatie af te lezen op het apparaat zelf, zoals het instellen van een timeropname, speelduur, programmeren van de video en het aflezen van de bandteller. Deze vinding volgde enkele jaren later ook bij andere fabrikanten.

### Introductie van crossfield recording

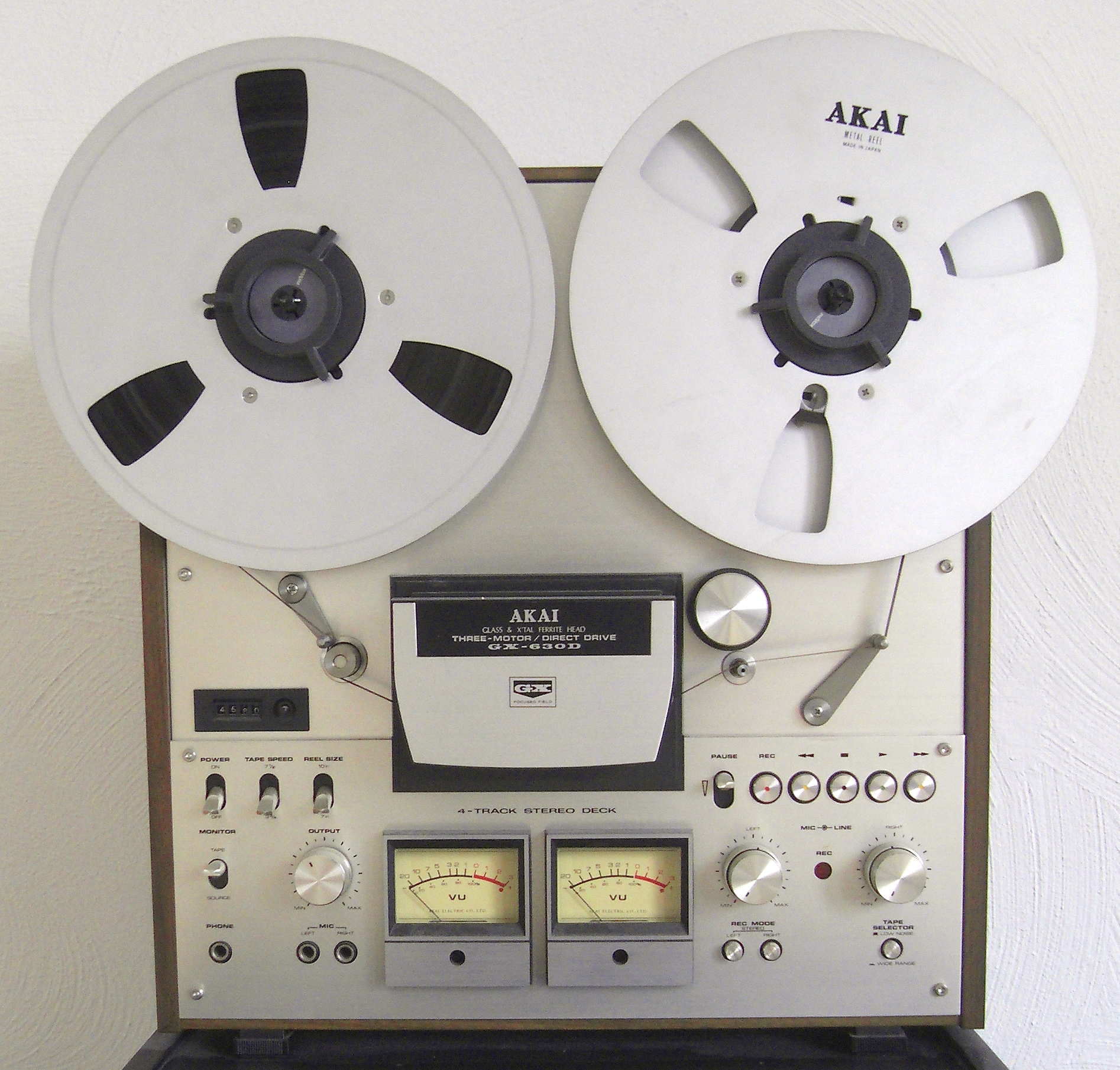
Bandrecorder GX-630D

AKAI was samen met Tandberg een van de twee fabrikanten die magneetbanden (bij het opnemen op een bandrecorder) van informatie voorzagen door middel van twee opnamekoppen die tegenover elkaar stonden geplaatst en waar de band tussendoor liep. Het magnetisch veld was hierdoor veel sterker, wat resulteerde in betere opnamekarakteristieken.

### Lijst van AKAI audio- en videoapparatuur
Akai heeft de volgende soorten audio/videoapparatuur gefabriceerd:
| - Geïntegreerde versterkers - AV-versterkers - Quadrafonieversterkers - Voorversterkers - Eindversterkers - Receivers (versterker-tuner) - Quadrafoniereceivers - AV-receivers - Audiomixers - Equalizers - Processors - Cd-spelers | - Digitale videospelers - Cassettedecks - 8-trackcassettedecks - Bandrecorders (spoelenrecorders) - Tuners (radio-ontvangsttoestel) - Audiotimers - Koptelefoons - Luidsprekers - Platenspelers - Draagbare cd-spelers - Draagbare audio - Videocassetterecorders | - AV-systemen - Samplers - Synthesizers - Drumcomputers - Harddiskrecorders - Systeemracks - RM-H-audioracks - AB's (afstandsbediening) - Audio/videoselectors - Midiapparatuur - Randapparatuur |